# Sommer-Paralympics 2008/Teilnehmer (Tschechien)
| stlisierte Goldmedaille | stlisierte Silbermedaille | stlisierte Bronzemedaille |
| ----------------------- | ------------------------- | ------------------------- |
| 6                       | 3                         | 18                        |

Tschechien nahm mit 57 Sportlern an den Sommer-Paralympics 2008 im chinesischen Peking teil.
Fahnenträgerin bei der Eröffnungsfeier war die Bogenschützin Markéta Sidková. Die erfolgreichsten Athleten der Mannschaft waren die Schwimmerin Běla Hlaváčková und der Radrennfahrer Jiří Ježek mit jeweils zwei Gold-, einer Silber- und einer Bronzemedaille.

## Medaillen

### Medaillenspiegel
| Medaillenspiegel Tschechien |                |                              |                           |                           |        |
| Platz                       | Sportart       | Goldmedaille – Olympiasieger | Silbermedaille – 2. Platz | Bronzemedaille – 3. Platz | Gesamt |
| 1                           | Radsport       | 2                            | 2                         | 4                         | 8      |
| 2                           | Schwimmen      | 2                            | 1                         | 4                         | 7      |
| 3                           | Leichtathletik | 1                            | -                         | 8                         | 9      |
| 4                           | Bogenschießen  | 1                            | -                         | 1                         | 2      |
| 5                           | Boccia         | -                            | -                         | 1                         | 1      |
| Total                       | Total          | 6                            | 3                         | 18                        | 27     |

## Teilnehmer nach Sportarten

### Boccia
Männer
- Ladislav Kratina *
- Radek Prochazka *
|* Doppelwettbewerbe

| Gemischtes Doppel Klasse BC4 (Bronze ) |
| -------------------------------------- |
| - Ladislav Kratina - Radek Prochazka   |

### Bogenschießen
Frauen
- Miroslava Cerna *
- Lenka Kuncova *
- Marketa Sidkova *

Männer
- David Drahonínský, 1×   (Einzel Compound, Klasse W1)
- Jiří Klich
- Zdenek Sebek
|* Mannschaftswettbewerbe

| Frauen Recurve Offen (Bronze )                      |
| --------------------------------------------------- |
| - Miroslava Cerna - Lenka Kuncova - Marketa Sidkova |

### Leichtathletik
Frauen
- Eva Berna, 1×  (Kugelstoßen, Klasse F37/38)
- Vladimira Bujarková
- Andrea Farkasová
- Jana Fesslová, 1×  (Diskuswerfen, Klasse F54-56)
- Eva Kacanu, 1×  (Kugelstoßen, Klasse F54-56)
- Martina Kniezková
- Miroslava Sedlacková
- Anežka Vejrazková
- Daniela Vratilová
- Nela Zabloudilová

Männer
- Radim Běleš
- Milan Blaha
- Dusan Grezl
- Ales Kisy
- Jiří Kohout
- Roman Musil, 1×  (Diskuswerfen, Klasse F33/34/52)
- Martin Němec, 1×  (Kugelstoßen, Klasse F55/56)
- Rostislav Pohlmann, 2×  (Diskuswerfen, Speerwerfen; Klasse F57/58)
- Michal Procházka
- František Serbus
- Miroslav Šperk
- Josef Stiak
- Jan Vaněk, 1×  (Keulenwerfen, Klasse F32/51)
- Jan Vlk
- Petr Vlatil
- Martin Zvolánek, 1×  (Diskuswerfen, Klasse F32/51)

### Powerlifting (Bankdrücken)
Männer
- Martin Bihary

### Radsport
Frauen
- Markéta Macková, 1×  (Gemischtes Einzelzeitfahren Straße, Klasse CP1/CP2)

Männer
- Jiří Bouška *, 1×  (1000-Meter-Einzelzeitfahren Bahn, Klasse CP4)
- Radovan Civis
- Jiří Ježek *, 2×  (Einzelzeitfahren Straße, Einzelverfolgung Bahn; Klasse LC2), 1×  (1000-Meter-Einzelzeitfahren Bahn, Klasse LC2)
- Luboš Jirka
- Tomáš Kvasnička *, 2×  (Einzelstraßenrennen, Klasse LC3/LC4/CP3; 1000-Meter-Einzelzeitfahren Bahn, Klasse CP3)
- Marcal Pipek
- Josef Winkler

|* Mannschaftswettbewerb
| Männer Teamsprint Klasse LC1-4,CP3/4 (Bronze ) |
| ---------------------------------------------- |
| - Jiří Bouška - Jiří Ježek - Tomáš Kvasnička   |

### Schießen
Männer
- Vladimir Marčan

### Schwimmen
Frauen
- Tereza Diepoldová
- Běla Hlaváčková, 2×  (50 Meter Rücken, Klasse S5; 100 Meter Brust, Klasse SB4), 1×  (50 Meter Freistil, Klasse S5), 1×  (100 Meter Freistil, Klasse S5)
- Kateřina Komárková

Männer
- Filip Coufal
- Arnost Petraček
- Jan Povýšil, 3×  (50 Meter, 100 Meter, 200 Meter Freistil; Klasse S4)
- Martin Štěpánek

### Tischtennis
Frauen
- Jaroslava Janečková
- Michala la Bourdonnaye

Männer
- Jaroslav Cieslar
- Ivan Karabec
- Zbyněk Lambert
- Michal Stefanu